# رقيق هو الليل
رقيق هو الليل (بالإنجليزية: Tender is the Night) هي رواية للكاتب الأمريكي فرنسيس سكوت فيتزجيرالد. وكانت رابع وآخر رواية انتهى من كتابتها، ونشرت لأول مرة في مجلة سكريبنر بين يناير وأبريل 1934 في أربع أعداد. وأخذ العنوان من قصيدة «قصيدة إلى العندليب» للشاعر جون كيتس.
في عام 1932، أدخل زوجته زيلدا فيتزجيرالد المستشفى في بالتيمور، ماريلاند بسبب الفصام. استأجر المؤلف عزبة «لا بيه» في ضاحية توسون للعمل على هذا الكتاب، ويروي قصة صعود وسقوط ديك دايفر، وهو محلل نفسي شاب واعد، وزوجته نيكول التي هي أيضا إحدى مرضاه. وكانت أول رواية فيتزجيرالد في تسع سنوات، وآخر رواية يكملها. يكشف الكتاب عن الأيام القاسية في ماضي فيتزجيرالد وهو يعيش ما تبقى من سنوات مع زوجته زيلدا. تنعكس هذه الأحداث على الرواية حيث يتم إدخال الشخصيات وإعادتها إلى مراكز الرعاية النفسية، وهو ما يؤثر على ديك دايفر، الذي يبدأ طريقه نحو الإدمان على الكحول. أفلس فيتزجيرالد عدة وهو يعمل على الكتاب، واضطر للاقتراض من أعوانه المحررين والوكلاء وكتابة القصص القصيرة للمجلات التجارية. وكانت تلك الفترة أحلك سنوات حياته، وبالتالي فإن الرواية بدت قاتمة جدا مما تعرض له بنفسه.
صدرت طبعتان من هذه الرواية. الطبعة الأولى، التي نشرت في عام 1934، وتستخدم ذكريات الماضي في السرد. والطبعة الثاني المنقحة، التي أعدها صديق فيتزجيرالد والناقد المعروف مالكوم كاولي على أساس ملاحظات للمراجعة تركها فيتزجيرالد نفسه، ويتم السرد زمنيا ونشرت لأول مرة بعد وفاته في عام 1948. يرى النقاد أن كاولي أصدر الطبعة وبسبب المراجعات السلبية للهيكل الزمني في الطبعة الأولى من الكتاب.
تصنف الرواية ضمن أفضل أعمال فيتزجيرالد. في عام 1998، وضعت المكتبة الحديثة الرواية في المرتبة 28 على قائمتها ضمن أفضل 100 رواية باللغة الإنجليزية في القرن العشرين.

## ملخص الحبكة الدرامية
ديك ونيكول دايفر زوجان رائعان، يستأجران فيلا في جنوب فرنسا، ويحيطان أنفسهما بدائرة من الأصدقاء، وعلى نحو خاص، أصدقاء أمريكيين. تقيم أيضًا روزماري هويت، ممثلة شابة عمرها 17 عامًا، ووالدتها في المنتجع المجاور. تصبح روزماري مفتونة بديك وأيضًا مقربة لنيكول. يفكر ديك في إقامة علاقة غرامية مع روزماري.
تستشعر روزماري أن هناك خطبًا ما في علاقة الزوجين، وهو ما يصبح جليًا عندما يذكر أحد الضيوف في إحدى الحفلات أنه رأى شيئًا غريبًا في أحد الحمامات. يأتي تومي باربان، وهو ضيف آخر، بدافع من الولاء للدفاع عن ديك وزوجته. تتضمن أحداث الرواية العديد من الأصدقاء الآخرين، بما في ذلك الأصدقاء الشماليين، ووقوع الصديق أب نورث في حالة سكر وثمل متكررة. تصبح القصة معقدة عندما يُقتل رجل أسود يُدعى جولز بيترسون في باريس، وينتهي المطاف بجسده في سرير روزماري في الفندق، وهو الأمر الذي قد ينهي حياة روزماري المهنية. ينقل ديك الجسد الملطخ بالدماء خارج الغرفة، لإخفاء آثار أي جريمة تنطوي على علاقة بين روزماري وبيترسون.
يتبين أن الكابتن ديك دايفر، وهو طبيب نفساني شاب واعد، التقى في وقت سابق أثناء زيارته لصديقه فرانز، وهو أيضًا طبيب نفساني، بمريضة مراهقة فاتنة تعاني من اضطرابات عصبية بالغة التعقيد. المريضة هي نيكول، التي يُعتقد أن اعتداء والدها عليها جنسيًا هو سبب انهيارها. على مدى فترة من الزمن يتبادل ديك ونيكول الرسائل. يبدأ كل منهما في مقابلة بعضهما البعض، وذلك بإذن من فرانز ومديره؛ الذين يعتقدون أن صداقة ديك تعود بالفائدة على نيكول.
مع تقدم علاجها، تصبح نيكول مفتونة بديك الذي يصاب هو الآخر بتأثير فلورنس نايتينغيل. في النهاية؛ يقرر ديك، جزئيًا، الزواج من نيكول كوسيلة لتزويدها باستقرار عاطفي دائم. تعترض أخت نيكول بشدة على زواجهما، لاعتقادها أن ديك سيتزوج نيكول طمعًا فيها بصفتها وريثة لثروة ضخمة.
يعرض فرانز على ديك مشروع شراكة في عيادة نفسية سويسرية مع قيام نيكول بتمويل المشروع. بعد موت والد ديك، يسافر ديك إلى أمريكا لحضور مراسم الدفن، ثم يسافر إلى روما على أمل رؤية روزماري. يبدأ ديك ورزماري في إقامة علاقة غرامية قصيرة، التي تنتهي على نحو مؤلم ومفاجئ. يتشاجر ديك مع الشرطة، وتساعده أخت نيكول على الخروج من السجن.لا يعتقد ديك أنه يمكن أن يكون نفس الشخص بعد هذا العار. فيصبح، على نحو تدريجي، يعاني من مشكلة في إدمان الكحول. بعد أن يتطور الوضع إلى وقوع مشاكل مع المرضى؛ يشتري مستثمرون أمريكيون، بناء على اقتراح شريكه، حصة ديك الملكية في العيادة.
ينهار زواج ديك ونيكول في ظل زيادة إدمان ديك لشرب الكحول أكثر فأكثر، ومع حسرته واشتياقه لروزماري، التي أصبحت حينها نجمة هوليود ناجحة. يزداد وعي نيكول باستقلالها على نحو كبير. تنأى نيكول بنفسها عن ديك الذي تتحول ثقته بنفسه وملاطفته إلى سخرية ووقاحة تجاه الجميع. يزداد حزنه المتواصل على ما كان ليصبح عليه، من إدمانه للكحول، على نحو متزايد مشتتًا مرتبكًا في المواقف الاجتماعية والأسرية. تدخل نيكول في علاقة غرامية مع تومي باربان. في نهاية الرواية تُطَلق نيكول ديك وتتزوج من بربان.